# Ierland op de Olympische Zomerspelen 1928
Ierland nam deel aan de Olympische Zomerspelen 1928 in Amsterdam, Nederland. Ierland won voor het eerst sinds de onafhankelijkheid een medaille, die bovendien goud was.

## Medailleoverzicht
| Sport    | Olympiër        | Discipline         | Medaille |
| -------- | --------------- | ------------------ | -------- |
| Atletiek | Pat O'Callaghan | kogelslingeren (m) | Goud     |

## Deelnemers en resultaten

### Atletiek
| Olympiër          | Discipline             | Resultaat   | Prestatie                                             |
| ----------------- | ---------------------- | ----------- | ----------------------------------------------------- |
| Denis Cussen      | 100m (m)               | kwartfinale | serie 15: 2de kwartfinale 1: 5de                      |
| Dan Cullen        | 200m (m)               | series      | serie 2: 3de                                          |
| Denis Cussen      | 200m (m)               | series      | serie 6: 4de in 22,9                                  |
| Sean Lavan        | 400m (m)               | kwartfinale | serie 6: 2de kwartfinale 5: 5de                       |
| Gerry Coughlan    | 800m (m)               | series      | serie 7: 6de                                          |
| Norman MacEachern | 800m (m)               | DNF         | serie 8: 3de in 1.59,6 halve finale 1: niet gefinisht |
| Alister Clark     | 110m horden (m)        | kwartfinale | serie 4: 3de                                          |
| Gerry Coughlan    | 3000m steeplechase (m) | DNF         | serie 2: niet gefinisht                               |
| Paddy Anglim      | verspringen (m)        | 21e         | kwalificatie groep 1: 6de met 6,81m                   |
| Theo Phelan       | hink-stap-springen (m) | 19e         | kwalificatie: 19de met 13,73m                         |
| Pat O'Callaghan   | kogelslingeren (m)     | Goud        | kwalificatie: 3de met 47,79m finale: 1ste met 51,39m  |
| Con O'Callaghan   | tienkamp (m)           | DNF         | niet gefinisht                                        |

### Boksen
| Olympiër       | Discipline  | Resultaat | Prestatie |
| -------------- | ----------- | --------- | --- |
| Myles McDonagh | -50,8kg (m) | 9e        | 1ste ronde: vrij 2de ronde: V van NED Bril: punten |
| Frank Traynor  | -53,5kg (m) | 4e        | 1ste ronde: vrij 2de ronde: W van JPN Okamoto: punten kwartfinale: W van ARG Robledo: punten halve finale: V van ITA Tamagnini: punten bronzen finale: V van RSA Isaacs: punten |
| George Kelly   | -57,2kg (m) | 17e       | 1ste ronde: V van DEN Madsen: punten |
| William O'Shea | -61,2kg (m) | 17e       | 1ste ronde: V van CHI Diaz: punten |
| Frank Traynor  | -66,7kg (m) | 9e        | 1ste ronde: W van DEN Sande: punten 2de ronde: V van CAN Smillie: punten |
| John Chase     | -72,6kg (m) | 5e        | 1ste ronde: vrij 2de ronde: W van RSA Wilson: punten kwartfinale: V van BEL Steyaert: punten                                                                                    |
| William Murphy | -79,4kg (m) | 5e        | 1ste ronde: W van ESP Montllor: knock-out kwartfinale: V van GER Pistulla: punten                                                                                               |
| Matt Flanagan  | +79,4kg (m) | 9e        | 1ste ronde: V van ARG Flanagan: punten |

### Waterpolo
| Olympiër | Discipline | Resultaat | Prestatie                      |
| --- | ---------- | --------- | ------------------------------ |
| James S. Brady Hayes Dockrell Henry Graham Ellerker Charles Fagan Norman Judd Patrick McClure Stanley Moore Joseph O'Connor Michael A. O'Connor | mannen     | 9e        | 1ste ronde: V van België: 1-11 |

### Wielersport
| Olympiër        | Discipline       | Resultaat | Prestatie                                 |
| Baan            | Baan             | Baan      | Baan                                      |
| --------------- | ---------------- | --------- | ----------------------------------------- |
| Bertie Donnelly | sprint (m)       | 11e       | 1ste ronde serie 2: 2de herkansingen: 2de |
| Bertie Donnelly | tijdrit (m)      | 11e       | 1.19,0                                    |
| Weg             |                  |           |                                           |
| Bertie Donnelly | wegwedstrijd (m) | 44e       | 5:32.54                                   |

### Zwemmen
| Olympiër            | Discipline          | Resultaat | Prestatie              |
| ------------------- | ------------------- | --------- | ---------------------- |
| William Broderick   | 400m vrije slag (m) | series    | serie 6: 4de           |
|                     |                     |           |                        |
| Marguerite Dockrell | 100m vrije slag (v) | series    | serie 5: 3de in 1.31,6 |

Argentinië · Australië · België · Brits-Indië · Bulgarije · Canada · Chili · Cuba · Denemarken · Duitsland · Egypte · Estland · Filipijnen · Finland · Frankrijk · Griekenland · Groot-Brittannië · Haïti · Hongarije · Ierland · Italië · Japan · Joegoslavië · Letland · Litouwen · Luxemburg · Malta · Mexico · Monaco · Nederland · Nieuw-Zeeland · Noorwegen · Oostenrijk · Panama · Polen · Portugal · Roemenië · Spanje · Tsjecho-Slowakije · Turkije · Uruguay · Verenigde Staten · Zuid-Afrika · Zuid-Rhodesië · Zweden · Zwitserland